# ريك سميث (موسيقي)
ريك سميث (بالإنجليزية: Rick Smith)‏ هو كاتب أغاني وموسيقي بريطاني، ولد في 25 مايو 1959 في Ammanford ‏ في المملكة المتحدة.

## وصلات خارجية
- ريك سميث على موقع IMDb (الإنجليزية)
- ريك سميث على موقع ميوزك برينز (الإنجليزية)
- ريك سميث على موقع إن إن دي بي (الإنجليزية)
- ريك سميث على موقع أول ميوزيك (الإنجليزية)
- ريك سميث على موقع ديسكوغز (الإنجليزية)
- ريك سميث على موقع قاعدة بيانات الفيلم (الإنجليزية)